# Chertan
Chertan es el nombre de la estrella θ Leonis (θ Leo / 70 Leonis), la sexta más brillante de la constelación de Leo, con magnitud aparente +3,33.
Ocupa el lugar 243 entre las estrellas más brillantes del cielo nocturno.

## Nombres
Situada en la parte de atrás del león, Chertan también recibe los nombres de Chort y Coxa. Los nombres Chertan y Chort proceden del árabe: Chertan de la palabra al-kharātān, «dos pequeñas costillas», refiriéndose originariamente tanto a Duhr (δ Leonis) como a la estrella que nos ocupa; y Chort, de la palabra al-kharāt o al-khurt, «pequeña costilla». Por su parte, Coxa significa «cadera» en latín. En China era conocida como Tsze Seang, el segundo ministro del estado.

## Características
Chertan es una estrella blanca de la secuencia principal de tipo espectral A2V, similar a otras estrellas más familiares como Sirio, Vega o Fomalhaut. A 165 años luz de distancia, nos parece menos brillante que estas últimas al estar más alejada. Tiene una temperatura de 9250 K y una luminosidad equivalente a 120 soles. Su radio es 4,3 veces más grande que el radio solar. Aunque su velocidad de rotación —23 km/s— es mucho mayor que la del Sol, gira mucho más lentamente que otras estrellas de su clase, siendo su período de rotación inferior a nueve días. El telescopio espacial Spitzer ha detectado exceso en el infrarrojo a 24 μm y a 70 μm, probablemente originado en un disco circunestelar de polvo alrededor de la estrella.
Con una edad aproximada de 450 millones de años, se piensa que Chertan está entrando en la fase de subgigante. Tiene una metalicidad —abundancia relativa de elementos más pesados que el helio— un 45% menor que la del Sol ([Fe/H] = -0,25). Además, es un ejemplo de estrella con líneas metálicas con contenidos de elementos químicos muy distintos a los solares. Así, es más pobre en elementos ligeros como calcio y escandio, pero más rica en elementos pesados como hierro, bario y estroncio.